# 臺北府
臺北府是大清帝國於清治臺灣設置的府級行政區域，為1876年1月16日（光緒元年12月20日）清廷准沈葆禎奏請在原臺灣府北部增設設置之官署。臺北府初設時隸屬於福建省臺灣道之下，與臺灣府並立之區劃；1885年（光緒11年），臺灣建省後則改歸福建臺灣省臺灣道，也是大清帝國218個府建制之一。
1876年（光緒元年）臺北府設立之初，府治先暫設在竹塹城（今新竹市），1878年（光緒四年）才移往艋舺（今臺北市萬華區）。而後於大稻埕南修建新臺北府城，1884年（光緒10年）建成後遷臺北城內（今臺北市中正區市中心）。其與臺灣巡撫衙門、臺灣布政使司衙門、淡水縣知縣衙門比鄰（今臺北中山堂附近）。
臺北府設置臺北府知府等官員，與分別受臺灣道、福建臺灣巡撫及福建臺灣布政使等官職制約。1895年（光緒21年、明治28年），依照清日兩國簽定之《馬關條約》，福建臺灣省割讓予日本後，臺北府不再設置。

## 沿革
1876年（光緒元年）臺北府設立之初接收原臺灣府下轄噶瑪蘭廳、淡水廳土地，並改為三縣一廳，分別是宜蘭縣、淡水縣、新竹縣、基隆廳。轄區是大甲溪以北，相當於今臺中市北部、苗栗縣、新竹縣及新竹市、桃園市、新北市、臺北市、基隆市、宜蘭縣:38。1887年（光緒13年）建立福建臺灣省，行政區調整為三府一直隸州時，臺北府新竹縣南邊一部分劃出苗栗縣並改歸臺灣府，但這時仍維持三縣一廳的編制:40。
| 年代     | 1876年以前      | 1876年－1887年              | 1887年－1895年              | 1895年起                            |
| 行政區域 | 大清帝國        | 大清帝國                    | 大清帝國                    | 大日本帝國                          |
| 行政區域 | 福建省          | 福建省                      | 福建臺灣省                  | 臺灣                                |
| 行政區域 | 臺灣府          | 臺北府                      | 臺北府                      | 臺北縣                              |
| 行政區域 | 噶瑪蘭廳 淡水廳 | 宜蘭縣 基隆廳 淡水縣 新竹縣 | 宜蘭縣 基隆廳 淡水縣 新竹縣 | 宜蘭支廳 基隆支廳 淡水支廳 新竹支廳 |

最遲到1887年（光緒13年），才確定以南港溪為淡水線跟基隆廳的分界。另有說法指出1894年（光緒20年）曾析淡水縣南部設立南雅廳，但其存在有爭議。
| 1812年 （嘉慶17年） | 1876年 （光緒元年） | 1887年 （光緒13年） | 1894年 （光緒20年） |
| ------------------- | ------------------- | ------------------- | ------------------- |
| 噶瑪蘭廳            | 宜蘭縣              | 宜蘭縣              | 宜蘭縣              |
| 淡水廳              | 基隆廳              | 基隆廳              | 基隆廳              |
| 淡水廳              | 淡水縣              | 淡水縣              | 淡水縣              |
| 淡水廳              | 淡水縣              | 淡水縣              | （南雅廳）          |
| 淡水廳              | 新竹縣              | 新竹縣              | 新竹縣              |
| 淡水廳              | 新竹縣              | 苗栗縣              | 苗栗縣              |

- 註：灰底者為臺灣府所轄之行政區域。

1895年（光緒21年、明治28年），臺灣邁入日治時期，臺灣總督府將原臺北府廢止，臺北府改稱臺北縣。